# Nosferattus aegis
Nosferattus aegis – gatunek pająka z rodziny skakunowatych i podrodziny Salticinae.

## Taksonomia
Gatunek ten opisany został po raz pierwszy w 2005 roku przez Gustava R.S. Ruiza i Antônia D. Brescovita na łamach „Revista Brasileira de Zoologia”. Jako lokalizację typową wskazano Palmas w brazylijskim stanie Tocantins. Epitet gatunkowy oznacza po łacinie „tarcza” i nawiązuje do kształtu cymbium pająka.

## Morfologia
Samce osiągają od 3,7 do 4,15 mm długości ciała i od 1,85 do 2,15 mm długości karapaksu, a samice od 3,7 do 5,4 mm długości ciała i od 1,95 do 2,15 mm długości karapaksu.
Karapaks jest wysoki; u samca ciemnożółto-jasnobrązowo marmurkowany z częścią głowową ciemnobrązową, porośniętą złocistymi włoskami okolicą oczu par przednich, szerokim, ciemnym paskiem podłużnym biorącym początek między oczami pary tylno-bocznej i dochodzącym do tylnej krawędzi prosomy oraz białym owłosieniem po bokach; u samicy jasnobrązowy ze słabym marmurkowaniem, ciemnobrązowymi krawędziami, o ciemnobrązowej i beżowo owłosionej części głowowej oraz z ciemnobrązowym paskiem wzdłuż grzbietu. Nadustek gęsto porastają włoski, u samca białe, u samicy białe i brązowe. Ustawione równolegle szczękoczułki są żółte z brązowym paskiem podłużnym. Przednia krawędź bruzdy szczękoczułka ma pięć zębów, a na tylnej jej krawędzi brak jest modyfikacji. Barwa wargi dolnej, szczęk oraz sternum jest żółta. Nogogłaszczki samicy są żółte, samca ciemnożółte z wierzchu i jasnobrązowe od spodu oraz z białymi włoskami na wierzchu cymbium. Odnóża są żółte z brązowym obrączkowaniem.
Opistosoma (odwłok) samca jest od spodu i po bokach zielonkawoszara z gęstym białym i złotym owłosieniem, a z wierzchu z ciemnym skutum. U samicy jest ona bladokremowa od spodu, a z wierzchu brązowa, z wyjątkiem łysego placu na grzbiecie gęsto porośnięta pomarańczowymi i brązowymi włoskami. Przednie kądziołki przędne są żółte, tylne zaś brązowe.
Genitalia samicy cechują się parą bocznych gruczołów palcowatych umieszczonych przy początku przewodów kopulacyjnych oraz szerszą niż u N. discus tylną krawędzią otworów epigynalnych. Nogogłaszczki samca mają zredukowane ostrogi na apofizie retrolateralnej goleni oraz krawędź tylno-boczną cymbium umieszczoną dalej od krawędzi tegulum niż u N. discus.

## Rozprzestrzenienie
Gatunek neotropikalny, południowoamerykański, endemiczny dla stanu Tocantins w Brazylii.